# Robert A. Childs

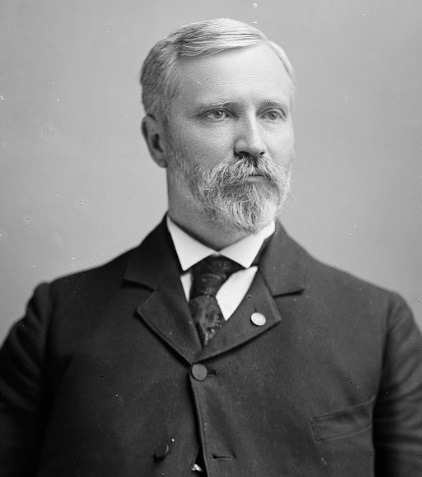
Robert A. Childs (um 1894)

Robert Andrew Childs (* 22. März 1845 in Malone, Franklin County, New York; † 19. Dezember 1915 in Hinsdale, Illinois) war ein US-amerikanischer Politiker. Zwischen 1893 und 1895 vertrat er den Bundesstaat Illinois im US-Repräsentantenhaus.

## Werdegang
Im Jahr 1852 kam Robert Childs mit seinen Eltern nach Belvidere in Illinois, wo er später die öffentlichen Schulen besuchte. Während des Bürgerkrieges diente er als Soldat in einem Infanterieregiment aus Illinois, das zum Heer der Union gehörte. Nach dem Krieg setzte er seine Ausbildung fort. Im Jahr 1870 absolvierte er die Illinois State Normal University. Danach war er von 1871 bis 1873 Schulrat in Amboy. Nach einem Jurastudium und seiner 1872 erfolgten Zulassung als Rechtsanwalt begann er in Belvidere in diesem Beruf zu arbeiten. Im Jahr 1873 zog er nach Hinsdale nahe Chicago. Dort wurde er Mitglied im Gemeinderat und im Schulausschuss.
Politisch schloss sich Childs der Republikanischen Partei an. Bei den Kongresswahlen des Jahres 1892 wurde er im achten Wahlbezirk von Illinois in das US-Repräsentantenhaus in Washington, D.C. gewählt, wo er am 4. März 1893 die Nachfolge des Demokraten Lewis Steward antrat. Da er im Jahr 1894 auf eine weitere Kandidatur verzichtete, konnte er bis zum 3. März 1895 nur eine Legislaturperiode im Kongress absolvieren.
Nach dem Ende seiner Zeit im US-Repräsentantenhaus praktizierte Robert Childs wieder als Anwalt. Er starb am 19. Dezember 1915 in Hinsdale.